# Amazonmyrsmyg
Amazonmyrsmyg (Myrmotherula multostriata) är en fågel i familjen myrfåglar inom ordningen tättingar.

## Utseende och läte
Amazonmyrsmyg är en liten och streckad myrsmyg. Hanen är vit med svarta strimmor. Honan liknar hanen med har tydlig rödaktig anstrykning. Hos båda könen är stjärten mycket kort. Fågeln avger två sångtyper, dels en jämn och accelererande drill med melodiska toner, dels en långsam stigande och fallande serie med visslingar.  

## Utbredning och systematik
Fågeln förekommer från östra Colombia till norra Bolivia och Brasilien söder om Amazonfloden. Den behandlas som monotypisk, det vill säga att den inte delas in i några underarter.

## Levnadssätt
Amazonmyrsmygen hittas i olika flodnära miljöer. Den ses vanligen i växtlighet kring stillastående eller långsamt rinnande vattendrag. Där födosöker den lågt.

## Status
Arten har ett stort utbredningsområde och beståndet anses vara stabilt. Internationella naturvårdsunionen IUCN listar den därför som livskraftig (LC).